# Pfelderer Tal

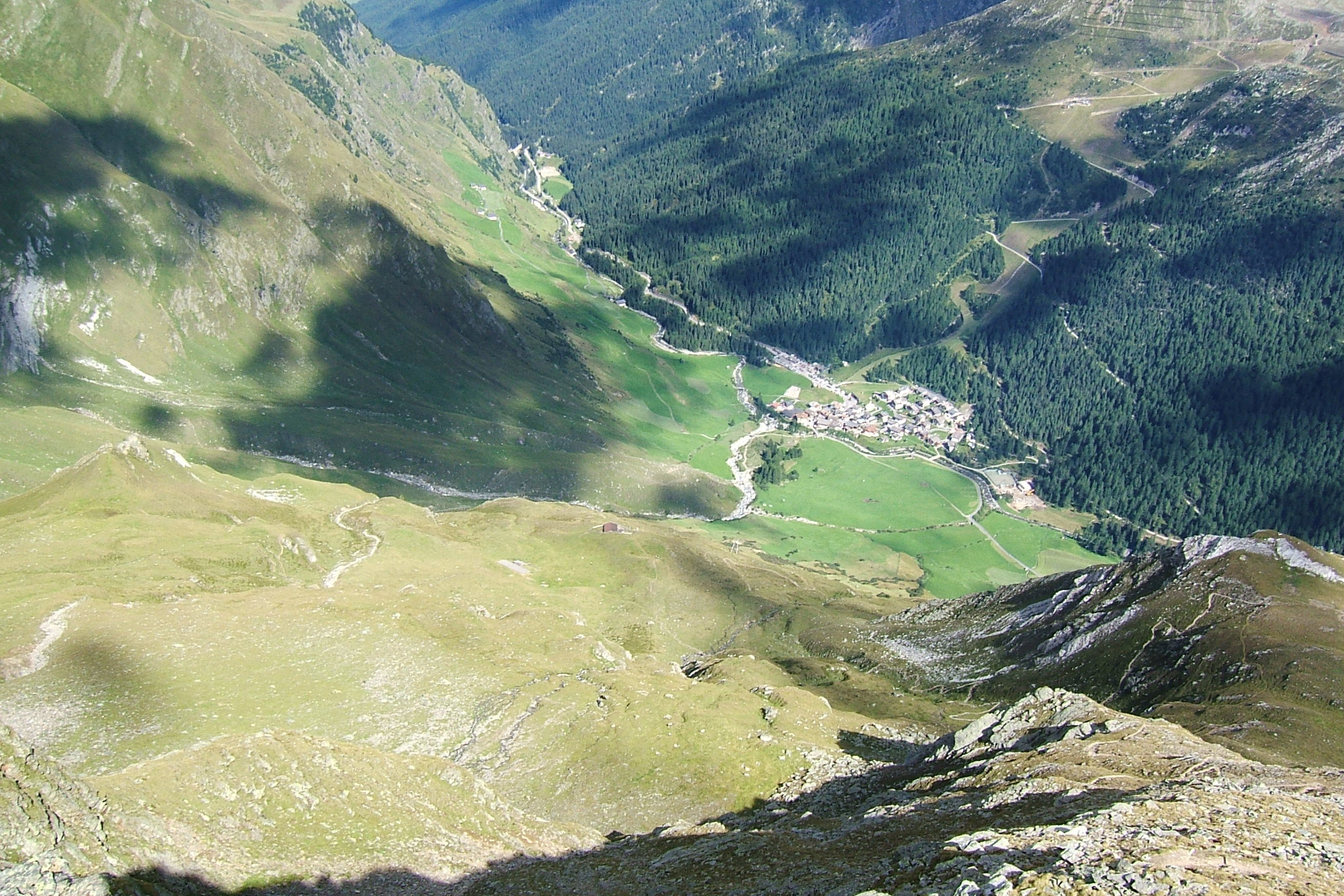
Pfelders und das Pfelderer Tal vom Anstiegsweg zur Zwickauer Hütte

Das Pfelderer Tal, auch einfach Pfelders genannt (italienisch Val di Plan), ist ein bei Moos nach Südwesten abzweigendes Seitental von Passeier in den Ötztaler Alpen in Südtirol. 	
Das Tal misst ungefähr 13 Kilometer von Moos bis zum Eisjöchl, einem im Widerspruch zum Namen im Sommer eisfreien Übergang ins Pfossental, ein Seitental des Schnalstals. Nordseitig trennt der zum Alpenhauptkamm rechnende Gurgler Kamm das Pfelderer Tal vom Gurgler Tal, südseitig erhebt sich die Texelgruppe.
Einziger Ort im Tal ist Pfelders, durchflossen wird das Tal vom Pfelderer Bach, der bei Moos in die Passer mündet. In südliche Richtung abzweigende kleinere Seitentäler sind von West nach Ost das Lazinser Tal, das Faltschnaltal, das Faltmartal und das Farmazontal (letztere drei können auch jeweils mit V- geschrieben werden). Das Pfelderer Tal und nahezu alle seine Seitentäler gehören administrativ zur Gemeinde Moos in Passeier, einzig das Faltmartal rechnet größtenteils zur Gemeinde Riffian. Bedeutende Teile des Pfelderer Tals (ausgenommen fast nur der Talgrund) sind im Naturpark Texelgruppe unter Schutz gestellt.